# Baby Doll
Baby Doll és una pel·lícula estatunidenca dirigida per Elia Kazan, estrenada el 1956 i doblada al català.

## Argument
«Baby Doll» Meighan està casada amb Archie Lee, que té una explotació de cotó a les últimes. Archie ha promés al seu sogre no consumar la seva relació fins que ella no faci 20 anys. Rosegant el seu fre, Archie gira al voltant de la seva dona a l'espera del dia pròxim de l'aniversari fatídic.
Però Archie també és a la vora de la fallida. En efecte, des que Silva Vacarro ha instal·lat la seva nova màquina, els petits productors no tenen pràcticament més treball. Com ells, Archie Lee viu en una casa que cau a trossos i els mobles de la qual estan a punt de ser embargats. Decideix calar foc a la desgranadora de cotó de Vacarro per rellançar els seus negocis amb risc de desencadenar la fúria del seu propietari.

## Repartiment

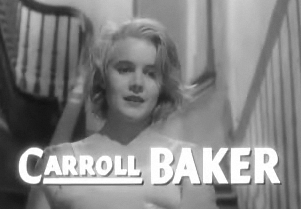
Caroll Baker en el paper de Baby Doll Meighan.

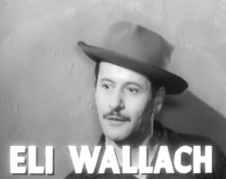
Eli Wallach en el paper de Silva Vacarro.

- Karl Malden: Archie Lee Meighan
- Carroll Baker: Baby Doll Meighan
- Eli Wallach: Silva Vacarro
- Mildred Dunnock: Tia Rose Comfort
- Lonny Chapman: Rock
- Eades Hogue: Xèrif
- Noah Williamson: Diputat

## Al voltant de la pel·lícula
- La pel·lícula marca la primera aparició al cinema de Eli Wallach i el primer paper principal de Carroll Baker (descoberta a Gegant), sortits tots dos d'Actors Studio. Karl Malden, va actuar ja a A Streetcar Named Desire l'any 1951.[3]
- El guió original de Tennessee Williams escrit expressament per la pantalla, tot i que inspirat en dues peces d'un acte escrites els anys 1940: Twenty-seven Wagons Full of Cotton i The Unsatisfactory Supper, també conegut sota el títol The Long Stay Cut Short. L'escriptor refondrà el seu guió en una peça de teatre l'any 1978 que titularà Tiger Tail.
- El 13 de desembre de 1956, la pel·lícula va ser condemnada per la Lliga per la virtut. Kazan va refusar qualsevol tall (contràriament a A Streetcar Named Desire, té el dret de final cut); els boicots de les sales de cinema, portats pels catòlics amb, en primera línia, el cardenal Spellman, s'intensifiquen i la pel·lícula és finalment retirada de les pantalles l'any 1957.

## Premis i nominacions

### Premis
- 1957. Globus d'Or al millor director per Elia Kazan
- 1957. BAFTA a la millor revelació per Eli Wallach

### Nominacions
- 1957. Oscar a la millor actriu per Carroll Baker
- 1957. Oscar a la millor actriu secundària per Mildred Dunnock
- 1957. Oscar al millor guió adaptat per Tennessee Williams
- 1957. Oscar a la millor fotografia per Boris Kaufman
- 1957. Globus d'Or a la millor pel·lícula dramàtica
- 1957. Globus d'Or a la millor actriu dramàtica per Carroll Baker
- 1957. Globus d'Or al millor actor secundari per Eli Wallach
- 1957. Globus d'Or a la millor actriu secundària per Mildred Dunnock
- 1957. BAFTA a la millor pel·lícula
- 1957. BAFTA al millor actor estranger per Karl Malden
- 1957. BAFTA a la millor actriu estrangera per Carroll Baker